# Волтер Грецкі
Волтер Грецкі CM, O.Ont (8 жовтня 1938 — 4 березня 2021), уроджений Володимир Грецький — канадець українського походження, батько легендарного хокеїста Вейна Грецкі. Старший Грецкі, завзятий хокеїст у юнацькому віці та захоплений аналітик гри, якого його знаменитий син вважає ключовим у своєму феноменальному успіху. Волтер постійно тренував свого сина починаючи з трьох років, будуючи йому ковзанку на задньому дворі власного будинку, розробляючи творчі вправи для тренувань, навчаючи його глибокому розумінню того, як грати успішно, і супроводжуючи його на більшості ігор. Він відомий тим, що наказав Вейну та його братам «йти туди, куди йде шайба, а не туди, де вона була».

## Раннє життя
Родина Грецкі була землевласниками у тій частині колишньої Російській імперії, що населена етнічними українцями. Рід Грецьких походить із Берестейщини (село Огдемир), де й жив Терентій ("Тоні") Грецький, батько Волтера та дід Вейна Грецкі. Українські етнічні землі простягаються до Пінська, Мозиря та Берестя-Литовського. Марія (Мері) Годенецька, мати Волтера – із села Пановичі, що біля Підгайців Тернопільської області, яка тоді перебувала під владою Польщі (нині Україна). До революції 1917 року батько Волтера Грецького іммігрував разом зі своєю родиною до Канади через Сполучені Штати. Після Першої світової війни Тоні, який служив у канадських експедиційних військах, одружився з Марією. У своїй автобіографії Грецкі зазначив, що його першою мовою є українська.
Тоні та Мері належала огіркова ферма (25 га) в Каннінгу, Онтаріо, де Волтер Грецький народився і виріс. Саме там він познайомився зі своєю майбутньою дружиною, Філліс Хокін, коли їй було 15, а йому 18 років. Вона була нащадком британського генерала сера Айзека Брока, героя війни 1812 року. Вони одружилися в 1960 році та переїхали до Брантфорда, Онтаріо, де Грецкі працював у Bell Telephone Canada. Сім'я переїхала в будинок на проспекті Вараді в Брантфорді, через сім місяців після народження їхнього сина Вейна Грецкі, вибраного частково тому, що двір був досить рівним, щоб кожну зиму можна було робити льодову ковзанку. Пізніше у пари народилися дочка Кім (1963 р.н.) та ще три сини — Кіт (1967), Глен (1969) та Брент(1972).

## У спорті
Волтер був відмінним спортсменом у середній школі. Він досяг успіху в треку, встановлюючи шкільні рекорди в бігу, стрибках з жердиною та стрибках у довжину. Однак він був ще кращим у хокеї, і в підлітковому віці був результативним бомбардиром протягом п'яти років у «Woodstock Warriors» серед молодших класів. Волтер націлився на Національну хокейну лігу (НХЛ), і дехто думав, що йому судилося пробитися там. Місцевий продавець автомобілів, щоб заохотити майбутню хокейну зірку, подарував йому нову машину за номінальну плату, щоб Грецкі міг легше добиратися на хокейні ігри у Вудсток та його околиці, але його статура та вага складали 5 футів 9 дюймів і 140 фунтів, це було проблемою. Він спробував себе на рівні юніорів, але, на жаль, за кілька тижнів до цього, захворів на вітрянку, втративши вагу. Незважаючи на те, що в пробній грі він забив так само багато голів, як і будь-який його партнер, його визнали замалим для вищої ліги, — довелося повернувся грати в команді Вудстока.

## Кар'єра
Волтер 34 роки працював в компанії Bell Telephone Canada, вийшов у відставку в 1991 році. Травма, пов'язана з роботою, яку він переніс у 1961 р., призвела до коми та глухоти правого вуха. Через п'ять днів після свого 53-го дня народження, у 1991 році, він страждав аневризмою мозку, яка знищила його короткочасну пам'ять. Його фізіотерапевт Ян Колер одружився з його дочкою Кім у 1995 році. Ці випробування лежать в основі фільму CBC «Пробудження Воллі: Історія Волтера Грецкі». В документальному фільмі ЮКІ, Вейн Грецкі розповідає, що по виході з коми батько близько року розмовляв українською, тож, йому довелося вивчати англійську наново.

## Тренер
Вважається, що його син Вейн, якого більшість аналітиків спорту вважають найкращим хокеїстом, який коли-небудь грав, має даровані Богом здібності, але сам Вейн віддав велику заслугу блискучому тренуванню батька.

Старший Грецкі розробляв численні творчі підходи розвитку хокейних навичок. Вправи Волтера були його власним винаходом і випередили свій час у Канаді. Пізніше Вейн зауважить, що практичні вправи Радянської збірної, які вразили Канаду в 1972 році, не мали що запропонувати йому: «Я займався цими тренуваннями з трьох років. Мій тато був дуже розумним».
Дехто каже, що я маю «шосте чуття». . . Це не дано Богом, це дано Воллі. Він стояв на блакитній лінії і казав мені: «Дивись, так роблять усі інші». Він стріляв шайбою уздовж дощок і в кут, а потім йшов за нею. Потім він повертався і говорив: «Зараз це робить розумний гравець». Він знову пробив шайбу в кут, тільки цього разу перерізав на інший бік і забрав там. Хто каже, що передбаченню не можна навчити? 
У своїй автобіографії Вейн описує, як його тато вчив його основам розумного хокею, стилю вікторини:
Him: "Where do you skate?"

Me: "To where the puck is going, not where it's been."

Him: "Where's the last place a guy looks before he passes it?"

Me: "The guy he's passing to."

Him: "Which means..."

Me: "Get over there and intercept it."

Him: "If you get cut off, what are you gonna do?"

Me: "Peel."

Him: "Which way?"

Me: "Away from the guy, not towards him."
З вересня 2004 року по квітень 2005 року Волтер був помічником тренера збірної хокейної команди Університету Піттсбурга.

## Благодійність
Підтримка КНІС (Канадський національний інститут сліпих) Грецкі розпочалася, коли сину Волтера Вейну було 19 років. Двоє абсолютно сліпих хлопчиків заговорили з ним, і один впізнав Вейна просто за його голосом. Вейн відчув співчуття і переконав батька організувати турнір з гольфу, щоб зібрати готівку для КНІС. Ці турніри незабаром здобули популярність і залучили гравців НХЛ та знаменитостей. Серед імен хокею, які брали участь, є Брендан Шенаген, «Торонто Мейпл Ліфс», Бретт Галл, Горді Хоу, Скотт Стівенс, Марк Мессьє, Марті Мак-Сорлі, Глен Кемпбелл і Пол Коффі, Джон Кенді, Роб Лоу, Тері Гарр, Алан Тік, Джеймі Фарр, Боб Вудс, Кевін Сміт та Девід Фостер. Гроші від цих турнірів надходять з усієї Канади, щоб допомогти студентам з вадами зору мати кошти та стипендії для вступу до університетів. На першому турнірі Волтер мав достатньо зібраних грошей, щоб призначити три стипендії; зараз він присуджує 15 стипендій на рік. За одинадцять років ці турніри зібрали понад три мільйони доларів. 

### Програма SCORE
Ще одним збором коштів, який проводить Волтер Грецкі, є програма SCORE (Summer Computer Orientation Recreational Education). SCORE допомагає незрячим студентам засвоїти навички роботи з комп'ютером, які знадобляться їм у майбутньому, та збільшує доступ сліпих студентів до комп'ютерних програм та інтернет-додатків. На сьогодні SCORE забезпечив понад 500 кар'єрних посад для студентів із вадами зору.

## Сувеніри
Вболівальники приходять до нього додому, щоб побачити підвал, вщент заповнений пам'ятками з аматорської кар'єри Вейна, та задній двір, який кожної зими перетворювали на «ковзанку», на якому Волтер навчав своїх синів та їхніх друзів грати в хокей. Ковзанку замінили басейном у день, коли Вейна продали до «Лос-Анджелес Кінгс». Інші його діти — Кім, Кіт, Глен та Брент також були спортивними. Брент провів 13 матчів НХЛ за «Тампа-Бей Лайтнінг». Кіт, призваний у «Буффало Сейбрс» у 1985 році, ніколи не потрапляв до НХЛ. Кім займалася легкою атлетикою, але зламала ногу у віці 15 років і більше ніколи не бігала.

## Книги
Волтер Грецкі написав дві книги: «Про сім'ю, хокей та зцілення» (2003) та «Грецкі: від ковзанки на задньому дворі до Кубку Стенлі» (1985), в яких він розповів, як виявив чудові вміння Вейна та сформував його у найпродуктивнішого бомбардира історія хокею.

## Особисте життя
Філліс померла від раку легенів у лікарні Брантфорда 19 грудня 2005 року. Її мати, Бетті Гокін, померла в Брантфорді 7 січня 2006 року від ускладнень після серцевого нападу.
28 грудня 2007 року Волтер Грецкі нагороджений орденом Канади «за внесок у хокей Канади та за допомогу безлічі місцевих, провінційних та національних благодійних організацій».
12 квітня 2012 року в рідному місті Волтера Грецкі — Брантфорді, Онтаріо, шкільна рада Великого Ері відкрила початкову школу Волтера Грецкі.